# Bernard Occelli
Bernard Occelli (Cannes, 19 mei 1961) is een Frans voormalig rallynavigator.

## Carrière
Bernard Occelli maakte in Corsica 1983 zijn eerste opwachting als navigator in het wereldkampioenschap rally. Het jaar daarop nam hij plaats naast Didier Auriol.
In 1986, 1987 en 1988 schreef hij met hem de Franse rallytitel op zijn naam. In het WK Rally waren ze vanaf 1988 actief bij het fabrieksteam van Ford, met de Ford Sierra RS Cosworth. Zij wonnen dat jaar hun eerste WK-rally in Corsica; Fords eerste overwinning in het WK sinds Finland 1981.
Vanaf het seizoen 1989 was het duo actief bij grootmacht Lancia, actief met de Lancia Delta Integrale. Hiermee profileerde zij zich als titel kanshebbers en wonnen meerdere WK-rally's in deze periode. Ze eindigden dan ook tweede in het kampioenschap in 1990 en derde in 1991, 1992 en 1993; in het laatstgenoemde jaar toen ze inmiddels de overstap hadden gemaakt naar Toyota. In het seizoen 1994 werden ze uiteindelijk met drie overwinningen wereldkampioen.
Halverwege 1995 beëindigde het duo door onbekende redenen hun werkrelatie en Occelli werd vervangen door Denis Giraudet. Het jaar daarop keerde Occelli nog terug naast Patrick Bernardini, met wie hij de rally van Monte Carlo won (die dat jaar echter enkel deel uitmaakte van het Formule 2 kampioenschap). Niet lang daarna beëindigde Occelli zijn actieve carrière als navigator. Tegenwoordig is Occelli werkzaam als manager voor de European Sport Communication, die onder meer presentaties, reizen en VIP arrangementen regelen binnen het WK rally.